# Blixtorp
Blixtorp is een plaats in de gemeente Varberg in het landschap Halland en de provincie Hallands län. De plaats heeft 56 inwoners (2005) en een oppervlakte van 8 hectare. De plaats wordt omsloten door landbouwgrond en net ten westen van de plaats loopt de Europese weg 6/Europese weg 20.